# Marsdenia xerohylica
Marsdenia xerohylica là một loài thực vật có hoa trong họ La bố ma. Loài này được Dugand mô tả khoa học đầu tiên năm 1966.